# Дело Аракчеева и Худякова
Де́ло Аракче́ева и Худяко́ва — уголовное дело, возбуждённое в 2003 году по обвинению двух офицеров дивизии им. Дзержинского Внутренних войск МВД России, лейтенанта Сергея Аракчеева и старшего лейтенанта Евгения Худякова, в убийстве троих жителей селения Лаха-Варанды (Чечня): Саида Янгулбаева, Абдуллы Джамбекова и Нажмуддина Хасанова. Особое внимание общественности это дело привлекло тем, что обвиняемые были дважды оправданы судом присяжных и оба раза оправдательные вердикты были отменены. Некоторыми обозревателями дело Аракчеева рассматривается как российский аналог знаменитого дела Дрейфуса.
15 января 2017 года СМИ сообщили что Аракчеев вышел на свободу по УДО и сразу же покинул страну, опасаясь расправы. 9 октября 2017 года объявлено, что Худяков был задержан.

## Осуждённые

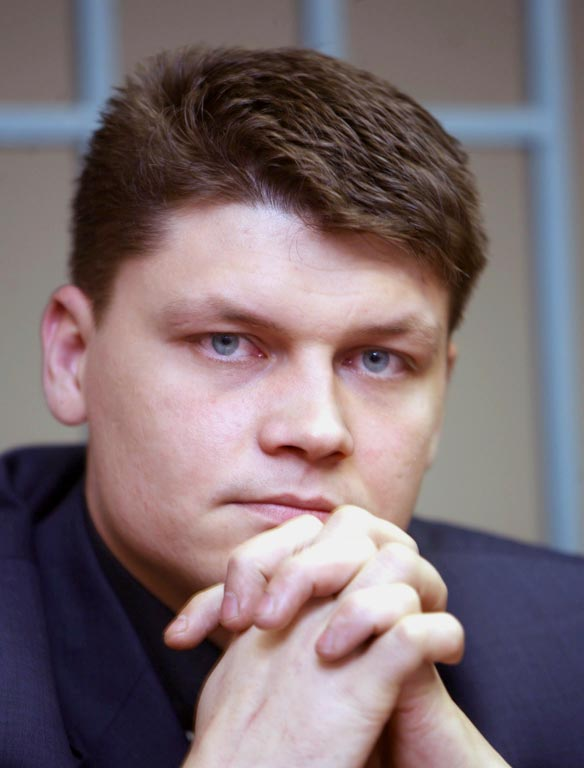
Сергей Аракчеев во время оглашения приговора.

Сергей Владимирович Аракчеев родился 6 июля 1981 года в селе Рождествено Владимирской области. В 2002 году окончил Северо-Кавказский военный институт внутренних войск МВД РФ. C 20 июня 2002 года по 3 марта 2003 года лейтенант Аракчеев проходил службу в Грозном в составе инженерно-сапёрной роты в/ч 3186 второго полка оперативного назначения отдельной дивизии им. Ф. Э. Дзержинского. Подразделение, которым он командовал, занималось разминированием дорог. За время командировки Сергей Аракчеев разминировал более 25 взрывных устройств, был награждён медалью Суворова, медалью «За воинскую доблесть», медалью «За ратную доблесть», наградным кинжалом от командира дивизии.
Евгений Сергеевич Худяков родился 26 января 1978 года в Воронеже. В 2001 году окончил Владикавказское высшее военное командное училище внутренних войск МВД РФ. Имел звание старший лейтенант, проходил службу в Грозном в должности командира мотострелковой роты в/ч 3186.

## Хронология событий

### Предварительное следствие
15 января 2003 года в окрестностях Грозного старший участковый Грозненского РОВД Чеченской Республики майор милиции Ю. И. Супрядкин обнаружил горящую автомашину «КАМАЗ». На следующий день примерно в километре от сгоревшей автомашины были обнаружены трупы трёх мужчин с многочисленными огнестрельными ранениями. По этому факту прокуратурой Грозного было возбуждено уголовное дело, позже объединённое с делом о похищении и ограблении Юнусова.
12 марта 2003 года старшему лейтенанту Евгению Худякову было предъявлено обвинение в убийстве трёх мирных жителей Чечни.
17 марта 2003 года в войсковую часть 3186 (дивизия им. Дзержинского) поступил вызов на имя Сергея Аракчеева. Его вызывали в Ханкалу для допроса в качестве свидетеля по делу об убийстве трёх мирных жителей. 24 марта 2003 года, по прибытии в Ханкалу, Сергей Аракчеев был арестован.
3 ноября 2003 года Евгению Худякову и Сергею Аракчееву было предъявлено обвинение в убийстве двух или более лиц группой лиц по предварительному сговору, из корыстных побуждений, сопряжённое с разбоем, по мотивам национальной ненависти или вражды, а также в разбое в целях завладения имуществом в крупном размере, превышении должностных полномочий, с применением насилия, с применением оружия.
Согласно версии обвинения, Худяков и Аракчеев остановили на просёлочной дороге автомобиль «КАМАЗ» с тремя чеченскими строителями, приказали им выйти и лечь лицом вниз на землю, после чего расстреляли их, а «КамАЗ», в котором ехали строители, взорвали с помощью толовых шашек. Также Худяков и Аракчеев остановили автомобиль «ГАЗ-3110», у которого прострелили покрышки и радиатор, после чего отобрали у водителя Шамиля Юнусова ценные вещи, отвезли его в расположение части, где допрашивали и пытали его выстрелами в ногу. Затем гр. Юнусова отвезли обратно на место похищения, вернули ему документы и отпустили.
По заявлению адвоката потерпевших Людмилы Тихомировой, подсудимые расправились с чеченскими жителями не во время боевого задания, а в свободное время, когда разъезжали по Грозному в пьяном виде.
12 октября 2003 года по окончании ознакомления с материалами уголовного дела Аракчеев и Худяков заявили ходатайство о рассмотрении их дела судом с участием присяжных заседателей.

### Первый судебный процесс
22 ноября 2003 года уголовное дело в отношении Аракчеева и Худякова было передано из прокуратуры в Северо-Кавказский окружной военный суд для рассмотрения по существу.
28 июня 2004 года коллегия присяжных вынесла по делу оправдательный вердикт. На основании этого вердикта приговором Северо-Кавказского окружного военного суда от 29 июня 2004 года Сергей Аракчеев и Евгений Худяков были полностью оправданы в связи с непричастностью к совершению данных преступлений.
11 ноября 2004 года определением Военной коллегии Верховного Суда РФ № 5-64/04 оправдательный приговор Северо-Кавказского окружного военного суда был отменён. Основанием для отмены оправдательного приговора послужило то обстоятельство, что 10 из 12 присяжных заседателей, которые принимали решение по делу Заявителя, были включены в список присяжных заседателей на 2003 год, а не на 2004 год, когда рассматривалось дело Заявителя. Дело было отправлено на новое рассмотрение.

### Второй судебный процесс
29 декабря 2004 года судья Северо-Кавказского окружного военного суда В. В. Петухов вынес постановление о назначении предварительного слушания по делу Аракчеева и Худякова на 12 января 2005 года.
В ходе второго судебного разбирательства несколько сослуживцев подсудимых отказались от своих показаний, данных на предварительном следствии. Так, рядовой Ермолаев объяснил присяжным, что его предыдущие показания были даны под физическим давлением со стороны военной прокуратуры: «Меня неоднократно избивали, вызывали на допрос ночью, а следователь грозил посадить в клетку с чеченскими боевиками».
6 октября 2005 года вердиктом коллегии присяжных заседателей Аракчеев и Худяков были повторно признаны невиновными. На основании этого вердикта приговором Северо-Кавказского окружного военного суда от 12 октября 2005 года Сергей Аракчеев и Евгений Худяков были повторно оправданы в связи с непричастностью к совершению преступлений.
Оправдание прокомментировал Рамзан Кадыров, который заявил:

…коллегия присяжных вновь, по непонятным мне и всему здравомыслящему обществу причинам, вынесла оправдательный вердикт, который не соответствует объективной картине происходящего. На мой взгляд, первопричиной тому послужило отправление правосудия не на территории Чеченской Республики, отсутствие в коллегии присяжных жителей Чечни, недопонимание присяжными по данному уголовному делу воли моего народа.
— 
25 апреля 2006 года определением Военной коллегии Верховного Суда РФ оправдательный приговор Северо-Кавказского окружного военного суда от 12 октября 2005 года был повторно отменён, а дело было в третий раз направлено на новое рассмотрение — уже без участия присяжных заседателей.

### Третий судебный процесс
20 декабря 2006 года в Северо-Кавказском окружном военном суде начались предварительные слушания по делу. На первом заседании обвиняемые были арестованы, но 1 февраля 2007 года Военная коллегия Верховного суда РФ отменила постановление о изменении меры пресечения.
Сторона защиты пригласила в качестве эксперта-взрывотехника Виталия Владимировича Кондратьева, заведующего лабораторией судебной взрывотехнической экспертизы Российского федерального центра судебной экспертизы при Министерстве юстиции РФ, кандидата технических наук, имеющего стаж экспертной работы 23 года. В соответствии со ст. 271, ч. 4 УПК РФ, суд не вправе отказать в удовлетворении ходатайства о допросе в судебном заседании лица в качестве свидетеля или специалиста, тем не менее, судья Цыбульник, в нарушение положений этой статьи, трижды отказывал защите в удовлетворении ходатайства о допросе специалиста.
Вместо этого в судебном заседании в качестве эксперта был допрошен Х. И. Тасуханов, сообщивший, что он закончил Грозненский пединститут по специальности «учитель труда», и не представивший никаких документов, подтверждающих право производить экспертизы в период до 9 июля 2006 года, в связи с чем защитой ему был заявлен отвод. Суд в удовлетворении отвода отказал и допросил Тасуханова в качестве эксперта, положив его показания в основу обвинительного заключения.
Сторона защиты также пригласила в качестве медицинского эксперта Маслова Евгения Николаевича, врача-специалиста в области судебно-медицинской экспертизы, имеющего высшее медицинское образование, стаж работы по специальности судебно-медицинского эксперта 39 лет, высшую квалификационную категорию с 1977 года, работающего государственным судебно-медицинским экспертом отдела сложных экспертиз Бюро СМЭ Ростовской области. Судья Цыбульник в допросе специалиста Маслова защите отказал.
Сторона защиты настаивала на проведении эксгумации и повторной судебно-медицинской экспертизе трупа Янгулбаева, в теле которого находится пуля, выпущенная из оружия убийц, так как первая судебно-медицинская экспертиза ограничилась только внешним осмотром тела, находящегося в могиле. Судья Цыбульник в проведении экспертизы отказал, ссылаясь на «религиозные чувства родственников» и невозможность обеспечения безопасности экспертов.
21 июня 2007 года в центре Ростова-на-Дону неизвестная машина сбила адвоката Алексея Дулимова, одного из защитников Сергея Аракчеева. Дулимов был доставлен в больницу с черепно-мозговой травмой. Водитель-участник ДТП скрылся. В связи с происшествием защита обратилась к суду сделать перерыв в слушании, однако суд отказал в данном ходатайстве.
27 декабря 2007 года судья Цыбульник В. Е. приговорил Худякова и Аракчеева к 17 и 15 годам лишения свободы соответственно. Худяков на оглашение приговора не явился и 14 января 2008 года был объявлен в федеральный розыск Сергей Аракчеев заявил, что не сдастся и будет продолжать борьбу за возвращение себе честного имени:

«Я решил остаться и идти до конца, потому что если бы я ушёл, то те, которые состряпали моё дело, уничтожали улики, фальсифицировали доказательства, отменяли приговоры присяжных, — они бы победили. Они бы сказали: мы были правы, он виноват, он сбежал. Я не могу этого позволить, мне не в чем каяться и не от чего бегать».
Адвокаты обвиняемых обжаловали приговор, однако 28 августа 2008 года Военная коллегия Верховного суда России в кассационной жалобе отказала и оставила обвинительный приговор в силе.
В 2015 году Северо-Кавказский окружный военный суд оправдал Аракчеева по статьям 162 и 286 УК РФ и признал за ним право на компенсацию вреда, нанесённого ему необоснованным уголовным преследованием. 20 октября 2016 года по итогам апелляции со стороны прокуратуры Южного военного округа Северо-Кавказский окружной военный суд (СКОВС) сократил ранее назначенную ему выплату с 500 тыс. до 200 тыс. руб. в качестве компенсации за незаконное уголовное преследование по обвинениям в разбое (ст. 162 УК) и превышении должностных полномочий (ст. 286 УК).

## Показания Сергея Аракчеева по делу
- В ходе допроса с применением пыток, 25 марта 2003 года в качестве свидетеля, Аракчеев показал, что 15 января 2003 года он выехал с разведчиками на взводный опорный пункт (ВОП), где совместно с Худяковым употребил спиртные напитки. На обратном пути БТР № 225 заехал на ПВД (пункт временной дислокации), а БТР № 226, на котором он находился, по команде Худякова проехал прямо. При этом БТРы не ломались. На Петропавловском шоссе БТР № 226 резко развернулся, перегородив проезжую часть, после чего Аракчеев и Худяков спешились. Аракчеев увидел автомашину «Волга», возле которой стояли 3 женщины и что-то кричали на Худякова. Водитель «Волги» находился у машины, и двое военнослужащих из экипажа БТРа отвели его в десантный отсек, после чего БТР поехал в направлении Петропавловского. По дороге им встретился автомобиль «Камаз», который остановился перед БТРом. Худяков подошёл к водительской двери, а Аракчеев с Головиным — к пассажирской. Затем Аракчеев услышал выстрел из спецоружия и увидел, как водитель «Камаза» упал. Подойдя ближе, он увидел, что водитель лежал на земле с отверстием в затылке, характерным для пулевого ранения, из чего он понял, что Худяков убил водителя из спецоружия АС «Вал», которым был вооружён. Постояв некоторое время с водительской стороны, Аракчеев снова обошёл «Камаз» и увидел, что один из пассажиров лежит без признаков жизни, после чего услышал выстрел из спецоружия. При этом он увидел, как из-за открытой пассажирской двери на землю упал ещё один пассажир «Камаза», над которым стоял Худяков с АС «Вал» в руках. После этого Худяков сказал ему, что на «Камазе» осталось много их следов и предложил уничтожить машину, которую Аракчеев подорвал, не желая, чтобы следственные органы нашли Худякова и он понёс наказание.
- Допрошенный в качестве подозреваемого 22 апреля 2003 года, Аракчеев уточнил ранее данные показания и в присутствии своего защитника заявил, что находился возле автомашины «Камаз» не с Головиным, а с Ефремовым, вооружённым АКС-74. Далее Аракчеев показал, что высадил пассажиров из «Камаза» и проверил у них документы, которые пошёл отдавать Худякову и увидел труп водителя. Поскольку на затылке водителя имелось пулевое отверстие, а рядом находился лишь Худяков, Аракчеев понял, что водитель убит именно Худяковым. Затем Худяков обошёл «Камаз» и приказал пассажирам лечь на землю, после чего Аракчеев услышал выстрел из АС «Вал», которым Худяков был вооружён. Подойдя к пассажирской двери «Камаза», Аракчеев увидел, что один из пассажиров лежит лицом вниз, с пулевым отверстием в области затылка. Рядом стоял Худяков с АС «Вал», а к нему спиной, положив руки на кабину, стоят третий пассажир «Камаза». Чуть дальше от «Камаза» находился Ефремов. На вопрос Аракчеева Худяков ответил, что их надо «валить», поставил оставшегося в живых пассажира на колени и выстрелил из АС «Вал» ему в затылок После этого «Камаз» дёрнулся назад и Ефремов выстрелил вверх из АКС короткой очередью.
- Допрошенный в качестве обвиняемого 18 июня 2003 года, Аракчеев в присутствии защитника Абрамова согласился давать показания и признал себя виновным в уничтожении «Камаза». При этом Аракчеев дал показания, аналогичные своим первоначальным и дополнительно пояснил, что 15 января 2003 года находился между лёгкой и средней степенью алкогольного опьянения. После остановки автомобиля «Волга» Худяков досмотрел водителя, проверил у него документы и заявил, что поскольку данная автомашина якобы находится в ориентировке разведотдела, водителя необходимо забрать с собой. Он предложил отпустить водителя, однако Худяков его не послушал, после чего они совместно отвели водителя к БТРу, посадили вовнутрь и продолжили движение по Петропавловскому шоссе. Когда один из пассажиров «Камаза» стал возмущаться, он нанёс ему удар в область левой челюсти. После убийства последнего пассажира «Камаза», Худяков спросил его: «Что тебе, слабо выстрелить в чеченца?» Поскольку он видел, что на земле лежат два трупа с несовместимыми с жизнью ранениями головы, он выстрелил очередью из 2-3 патронов в один из них. Чтобы кто-либо ещё, кроме них с Худяковым, производил выстрелы в водителя и пассажиров «Камаза», он не видел.
- В судебном заседании Аракчеев заявил, что оговорил себя под воздействиям физического и психического насилия.

Юлия Латынина объясняет подобное поведение Аракчеева стремлением выгородить себя. Янгулбаев, Джамбеков и Хасанов были убиты выстрелами из автомата «Вал» и из АК-74, причём АК-74 из всех присутствующих был вооружён один Аракчеев. Сначала Аракчеев рассказывал, что всех чеченцев убил Худяков, а очередь поверх голов мёртвых дал Ефремов (которого не было на месте преступления). Когда было доказано, что Ефремова не было на месте преступления, Аракчеев изменил версию и начал рассказывать, что всех чеченцев убил Худяков, а сам он только стрелял по мёртвым под влиянием подстрекательства Худякова. И только когда было установлено, что ранения из АК-74 являются прижизненными, Аракчеев начал излагать версию, в которой он вообще отсутствовал на месте преступления.

## Доказательства алиби Сергея Аракчеева
Алиби лейтенанта Аракчеева подтверждается следующими документами и свидетельскими показаниями:
- Выписки из приказов командира 2-го полка особого назначения Егорова Е. А. № 016 от 14.01.2003 (т. 35, л. д. 221) и № 017 от 14.01.2003 (т. 35, л. д. 222) в пункте временной дислокации г. Грозный, в которых сказано, что на 15.01.2003 лейтенанту Аракчееву была поставлена задача на выход в качестве командира БТР А-208 на инженерную разведку (разминирование), с группой прикрытия на БТР А-211 под командованием капитана П. Г. Берелидзе. Согласно выписке из Журнала боевых действий войсковой части 3186 № 913-С на 15.01.2003 года (т. 40, л. д. 26), эти приказы были выполнены.
- Протокол осмотра журнала выхода машин от 18.01.2003: «15.01.2003 года БТР А-208 и А-211 выезжали три раза в периоды с 7.20 до 9.30, с 10.20 до 12.20 и с 14.20 до 15.25. Старшими являлись Аракчеев и Берелидзе.» (т. 1, л. д. 120—124). Из этой записи в журнале следует, что Аракчеев в момент описанных в обвинительном заключении событий был не с Худяковым на БТР А-226, а совсем в другом месте в качестве командира БТР А-208. Приказ о придании Аракчеева экипажу Худякова в деле отсутствует.
- Согласно выводам трёх баллистических экспертиз[32], обнаруженные на месте происшествия гильзы от 7.62 патронов, 9 мм патронов и 5.45 патронов стреляны не из АС «ВАЛ» LE 0259 (автомат Худякова) и не из АК-74М № 7882965 (автомат Аракчеева) (т. 8, л. д. 98—102).
- Алиби лейтенанта Аракчеева также подтвердили свыше 30 свидетелей: рядовые Нуждин М. В., Задёра А. В., Марчев А. А., Бражников С. А., подполковник Тигишвили Н. Т., подполковник Перпелюк С. М., подполковник Пруссаков М. Н., Степанов В. С., Никифоров С. М., Юдин В. А., Свиридов Э. И., Айкин Н. С., Милов Д. А., Головин А. А., Чурин А. А., Искалиев Е. А., Макарченков С. М., Зайцев Р. А., Стрелец Д. В., Матвеев А. В., Тимофеев А. Е., Першин О. Н., майор Скачков А. М., подполковник Новик Ю. Е., подполковник Сизов А. В. и др.

Суд отверг представленные доказательства по следующим основаниям, указанным в приговоре:
- Приказом командира войсковой части 3186 № 017 от 14 января 2003 года на совершение марша колонны полка по маршруту ТПУ — Петропавловская — Ханкала поставлена задача назначить группу в количестве 8 человек на БТР-80, провести разведку и разминирование указанного маршрута, а также мест выставления заслонов. Фамилия старшего данной группы в приказе не указана. Из показаний начальника инженерной службы полка Прусакова следует, что Прусаков выходил на разминирование данного маршрута. Из видеозаписи показаний Аракчеева, данных им в присутствии своего защитника 18 июня 2003 года в ходе проверки показании на месте, после приезда на взводный опорный пункт (ВОП) разведчиков под командованием Чурина и Худякова, на маршруте его заменил Прусаков, в то время как Аракчеев совместно с разведчиками поехал на ВОП. Таким образом, заявление, что именно Аракчеев был старшим этой группы, не обосновано и противоречит другим материалам дела.
- В показаниях свидетеля Свиридова указано, что журнал выхода машин представляет собой «толстую книгу, размером с папку, в картонном переплёте серого цвета». Из протокола осмотра журнала выхода машин следует, что данный журнал представляет собой общую тетрадь 96 листов с обложкой голубого цвета. По необъяснимым причинам в данном журнале записи ведутся только с 10 января 2003 года, в нём отсутствуют отметки о выходе колонны машин под командованием Андреева в направлении Ханкалы, а изложенные сведения не совпадают с данными, указанными в журнале выхода и возвращения машин через КТП. Поэтому содержащиеся в журнале сведения суд не счёл возможным признать достоверными.
- Стреляные гильзы с места убийства были собраны по приказу Аракчеева. Гильзы, обнаруженные на месте убийства, не имеют отношения к этому делу.
- Показания свидетелей, данные на предварительном следствии, отличаются от показаний, данных в суде, и противоречат установленным фактам. Показания, изложенные свидетелями на предварительном следствии, последовательны, согласуются между собой, подтверждаются протоколами очных ставок и проверок показаний на месте, в том числе и в условиях, исключающих оказание на данных свидетелей какого-либо давления со стороны правоохранительных органов. Суд счёл установленным, что Худяков инструктировал личный состав разведгруппы о необходимости давать при допросах не соответствующие действительности показания.

Таким образом, суд счёл, что Сергей Аракчеев не обладал алиби. Более того, суд счёл, что имеет место попытка сфабриковать доказательства алиби Сергея Аракчеева.

### Полиграфическая экспертиза
10 июня 2011 г. с целью проверки достоверности показаний С. В. Аракчеева в отношении него было проведено комплексное психофизиологическое исследование с применением полиграфа. Независимый эксперт, профессиональный полиграфолог с одиннадцатилетним стажем, 6 лет работавший ведущим специалистом в системе МВД РФ, психолог-практик О. В. Барышев был допущен в сопровождении адвоката на территорию колонии и в течение четырёх часов проводил исследование осуждённого с применением профессионального компьютерного полиграфа «Поларг». Исследование проводилось под видеозапись.
Спустя несколько дней эксперт предоставил защите лейтенанта Аракчеева своё заключение, в котором говорится, что в ходе исследования с применением полиграфа у Сергея Аракчеева «не выявлены психофизиологические реакции, свидетельствующие об искажении или сокрытии чего-либо в своих показаниях по исследуемой ситуации, связанной с убийством троих человек и уничтожением КАМАЗа 15 января 2003 года на территории Чеченской Республики», «не выявлены психофизиологические реакции, свидетельствующие о производстве выстрелов из огнестрельного оружия в людей по исследуемой ситуации», не получено никакой точной информации, связанной с убийством мирных жителей в январе 2003 года, и, наконец, «непосредственное участие самого Аракчеева С. В. в исследуемых событиях не выявляется и не подтверждается».

## Реакция общественности
В январе 2008 года на встрече с членами Совета при президенте РФ по развитию гражданского общества и правам человека президент РФ Владимир Путин заявил, что по делу Аракчеева и Худякова «все доказательства на столе», а оправдание их присяжными бросает тень на сам институт суда присяжных.
Дмитрий Рогозин, чрезвычайный и полномочный посол, постоянный представитель РФ при НАТО:

Я знаком с характером обвинения и нахожу крайнюю небрежность в действиях обвинения, — сказал он. — Я отметил существенные расхождения в свидетельских показаниях, отсутствие ряда экспертиз, а также реальных фактов, уличающих офицеров в предъявленных им обвинениях. Я убеждён в невиновности своих подзащитных.
— 
По мнению Рогозина, убийство на самом деле совершили чеченские боевики с целью скомпрометировать российскую армию во время визита делегации ПАСЕ.
Марина Юденич, писательница и журналистка:

Это моё личное, частное, но глубокое убеждение. Я досконально изучила доступные материалы дела и вела долгие беседы — в том числе в прямом эфире РСН — с адвокатом Аракчеева Дмитрием Аграновским. Я говорила по этому поводу с разными людьми — политиками, юристами, чиновниками, депутатами — ни у кого из них нет сомнений в невиновности Аракчеева. И у суда присяжных, дважды выносившего оправдательный приговор, не было.
— 
Минкаил Эжиев, представитель аппарата уполномоченного по правам человека Чеченской Республики:

Вина Аракчеева была доказана на 100 %. Это я заявляю не как житель Чеченской Республики, а как человек, который участвовал в процессе. Основной фигурант дела Худяков сбежал, потому что понимал, что суд примет правильное решение. А Аракчеев рассчитывал на поддержку депутатов Госдумы, которые выступали за оправдательный приговор. Что касается суда присяжных, то действительно, он дважды выносил оправдательный вердикт. Но этого не было бы, если бы среди присяжных были жители Северного Кавказа.
Нурди Нухажиев, уполномоченный по правам человека в Чеченской Республике:

На Военную коллегию Верховного суда РФ оказано давление людьми, известными своими националистическими взглядами, для которых все их громкие возгласы в качестве «патриотов» не более, чем игра на дешёвую публику и один из методов предвыборной риторики. Судебные органы власти занимают одно из первых мест по недоверию граждан нашей страны, и это недоверие складывается, в том числе и из таких фактов, как упомянутое выше решение.
— 
Российская оппозиция и «Союз солидарности с политзаключёнными» считает Сергея Аракчеева политзаключённым. Журналистка Юлия Латынина высказалась против включения Аракчеева в список политзаключённых, назвав его военным преступником.

### Документальный фильм
В начале октября 2011 г. в рамках программы екатеринбургского Открытого фестиваля документального кино «Россия» вышел документальный фильм режиссёра Светланы Стасенко и сценариста Игоря Хрекина «На мне крови нет», посвящённый делу лейтенанта Сергея Аракчеева. Эта двадцатиминутная лента была снята при продюсерской поддержке Игоря Виттеля, на его личные средства. Центральным сюжетом картины является исследование осуждённого лейтенанта с применением полиграфа в колонии летом 2011 г. На протяжении всего фильма Сергей рассказывает о драматических обстоятельствах своего дела, о службе, о войне, о собственной, мирной жизни. В Екатеринбурге фильм получил приз в номинации «За гуманизм киноискусства».